# Avskiljningen
Avskiljningen (nederländska: Afscheiding van 1834) är beteckningen på det avhopp som 1834 skedde från den Nederländska reformerta kyrkan.
Bakgrunden till schismen var att pastor Hendrik de Cock i staden Ulrum, i provinsen Groningen riktade kritik mot flera av sina kollegor inom kyrkan, som han menade förkunnade villoläror.  Cocks anhängare i andra församlingar vägrade att låta de utpekade predikanterna döpa deras barn och vände sig istället till de Cock för att han skulle utföra dopen.
Kyrkostyrelsen förbjöd de Cock att fortsätta denna verksamhet som man betecknade som söndrande. En stor majoritet av församlingen i Ulrum skrev då under en akt om utträde och återtåg, den 14 december 1834 och lämnade statskyrkan. Denna församling och andra som följde i dess spår kom att kallas 
Christelijke Afgescheiden Gemeenten. Andra församlingar med liknande lära slöt sig samman i Gereformeerde Kerken onder het Kruis.